# The Cobbler
A The Cobbler vagy másik nevén Ben Arthur a skóciai Arrochar-Alpok egyik csúcsa, a legjellegzetesebb kinézetű hegy a Skót-felföld déli részén. Argyll és Bute megye keleti szélén fekszik, a Loch Lomondtól nyugatra, a Loch Lomond és Trossachs Nemzeti Park területén. Arrochar településéről egy 11 kilométeres körtúra keretében 4-6 óra alatt lehet megjárni.

## Elnevezése, földrajza
A The Cobbler 884 méteres magasságával nem minősíthető munrónak, ugyanakkor kinézete sokkal jellegzetesebb bármelyik szomszédjánál, hasonlóan sziklás csúcsokat csak északabbra, Skye szigetén találni. Angol neve (cobbler avagy cipész) arra utal, hogy délkeletről nézve a három csúcs egy cipészre hasonlít, aki éppen dolgozik. A ma leginkább használatos elnevezés a gael greasaiche crom (hajlott cipész) kifejezés lefordításával készült. A hegy alakjának megítélése természetesen szubjektív, és már évszázadok óta több mindenhez hasonlították jellegzetes körvonalai miatt. Bizonyos térképeken Artúr-csúcsnak nevezik, mert egyes feltételezések szerint a hegy koronára hasonlít, és ezért kapta nevét a legendás briton király után. Alakja úgy alakult ki, hogy a fagy, eső és hó eróziójának hatására a hegy oldala meggyengült, és lecsúszott.

„Arroquharban szálltunk meg, ahonnan látni lehetett egy magas hegyet, amelynek figyelemreméltó csúcsa volt, és a The Cobbler nevet kapta. Néhányan úgy vélik, hogy egy cipőket javító öregemberhez hasonlít, én nem tudom ezt elképzelni. Ha én alkottam volna, akkor inkább egy csuklyás apácához hasonlítottam volna a hatalmas sziklát, de összességében véve inkább valamilyen régi vár romjaira hasonlít.”

– Thomas Wilkinson, Tours to the British Mountains

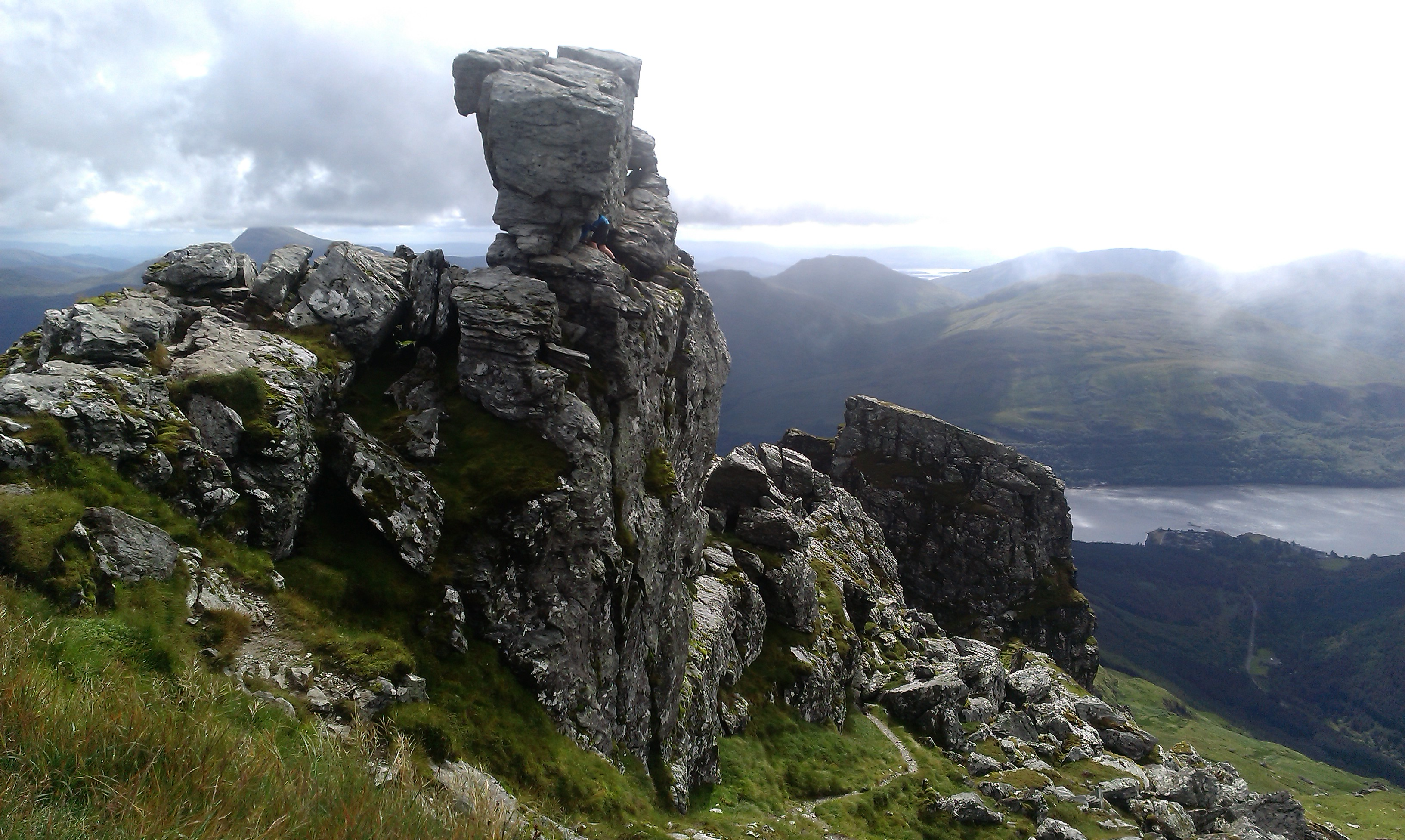
A The Cobbler tetején lévő szikla, amely a csúcs legmagasabb pontja.

A The Cobbler három csúccsal rendelkezik, amelyek közül a középső a legmagasabb. Általában délkeletről szokták megközelíteni a hegyet, és innen nézve a középső csúcs hátrébb van, mint a szélső kettő, ezért úgy tűnik, hogy azok magasabbak, és valóban nincs nagy különbség köztük (a déli csúcs 858 méteres, az északi 870). A csúcs tetején található egy sziklakiszögellés, amelyet csak mászással lehet elérni. Bár a tömb közepén átbújva, és a túlsó oldalon egy párkányon felkapaszkodva kötél nélkül is lehet teljesíteni, nagy óvatosságot igényel a szikla kitettsége, meredek oldalai miatt, úgy tartják, hogy a corbett kategóriájú hegyek között ez a legtechnikásabb.
Az 1866-ban megalapított első skót hegymászó klub, a Cobbler Klub a hegyről kapta a nevét.

## Az első túrázók
A Skót-felföld déli részén lévő csúcsok esetében nehéz megmondani, hogy ki mászta meg azokat elsőként. Az egyik legismertebb csúcs, a Ben Lomond esetében 1758-ra datálják ezt, de szinte bizonyos, hogy a sűrűbben lakott területekhez közeli hegyeket már jóval a 18. század előtt megmászták, csak nem dokumentálták. Az Arrochar-Alpok esetében a dokumentáció különösen hiányos, bár a The Cobbler jellegzetes vonulatai miatt könnyen felismerhető az útleírásokban.
Thomas Wilkinson 1824-ben megjelent útleírása 1787-es látogatását örökíti meg, de úgy vélik, hogy az általa leírt csúcs a The Cobbler déli, alacsonyabb csúcsa lehetett. John MacCulloch szintén 1824-ben megjelent négykötetes munkája is tartalmaz a hegyre vonatkozó referenciát, és egyértelműen megállapítható, hogy ő a középső csúcsra mászott fel, ugyanakkor nem közöl pontos kronológiai adatokat, ezért csak arra lehet következtetni, hogy hosszú, 1811 és 1821 között tartó kirándulásai során mászta meg valamikor a hegyet.

„Meglepődtem, amikor a gerincet élesnek és szűknek találtam. Olyan volt, mint Al Sirat hídja, egy borotvapenge, amelyen keresztül a megboldogultak a Paradicsomba sétálnak. [...] A sziklák olyan képet alkotnak, amely azonnal lenyűgöző és festői, különösen a nyugati végén kiemelkedő négyszögletű tömb, amely meredeken és szélesen legalább 200 lábat vagy többet emelkedik, mint egy hatalmas torony, amelynek gyökerei a hegy szélén vannak.”

– John MacCulloch, The Highlands and Western Isles of Scotland

## A túra leírása

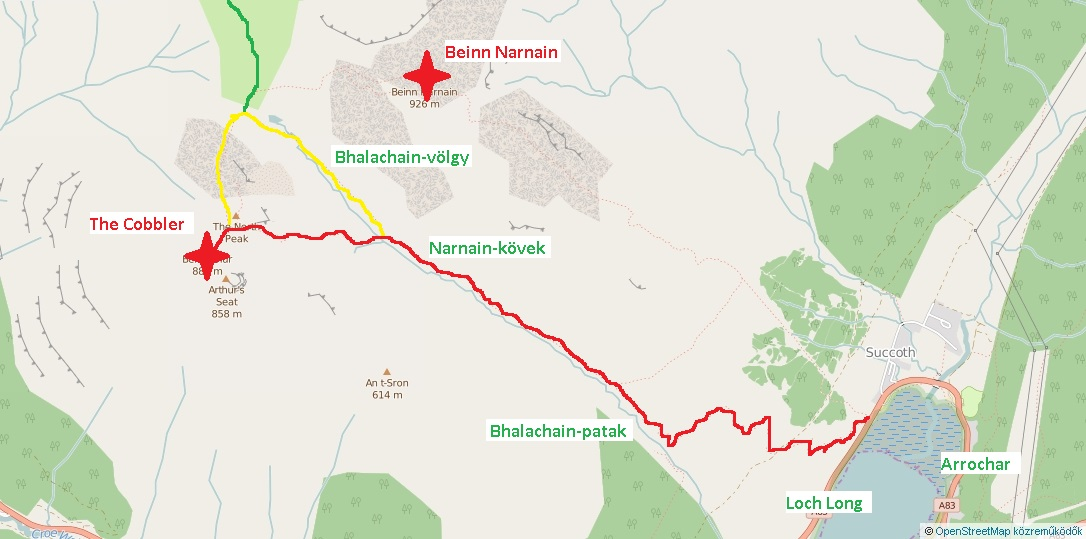
Piros: a délkeleti irányból érkező ösvény, sárga: az északi irányból érkező ösvény, zöld: út a Beinn Ime irányába

A legismertebb útvonal a Loch Long partjánál fekvő Arrochar településéről indul. A Bhalachain-patak (Allt a' Bhalachain) völgyét követve elhalad a Narnain-kövek (Narnain Boulders) mellett, amelyek régebben az ide utazó turisták és hegymászók menedékei voltak. Az ösvény az északi és középső csúcs közötti sziklás részen kapaszkodik fel a gerincre. A folyó a Bhalachain-völgybe folyik tovább, amely elválasztja a The Cobbler és a Beinn Narnain csúcsait, ezt is lehet követni, és a hegyet északról, egy némileg könnyebb, de kevésbé látványos ösvényen is meg lehet közelíteni.
Egy újabb lehetőséget jelenthet a völgy déli oldalán húzódó délkeleti gerincen való felkapaszkodás, amelyet hagyományosan Ardgartan településéről lehet elérni. Ez a déli csúcs mellett halad el, mielőtt eléri a középsőt. Mivel a közelben két munro is található, ezért több csúcsot is meg lehet látogatni egy nap alatt, a Beinn Ime felől érkező ösvény a könnyebb, északi oldalán vág neki a The Cobblernek. A The Cobbler, Beinn Ime és Beinn Narnain ilyen sorrendben történő meglátogatása egy fárasztóbb körtúra legalább 17 kilométeres távval, és 2000 méter körüli szinttel.
A The Cobbler az Arrochar-Alpok egyik legdélebbi csúcsa, ezért dél felé kifejezetten jó kilátást biztosít, északra a Beinn Ime, északnyugatra pedig a Beinn Narnain magasabb csúcsai ezt megakadályozzák.